# Pan Am World Airways Dominicana
Pan Am World Airways Dominicana – dominikańska linia lotnicza z siedzibą w Santo Domingo. Utworzone zostały jako filia Pan American World Airways. Ta linia lotnicza obsługuje regularne loty między Dominikaną i Haiti, Portoryko, Curaçao i do innych miejsc na Karaibach. Główne węzły to Port lotniczy Las Americas i Port lotniczy Cibao.